# NGC 2810
NGC 2810 este o galaxie eliptică situată în constelația Ursa Mare. A fost descoperită în 3 decembrie 1788 de către William Herschel. Se află la o distanță de 49,7 de megaparseci de Pământ.